# Барсуков, Иван Петрович
Ива́н Петро́вич Барсуко́в (22 января 1948 — 18 мая 2001) — Герой Советского Союза, советский и белорусский офицер-пограничник, участник Афганской войны в должности начальника десантно-штурмовой маневренной группы 35-го пограничного отряда Восточного пограничного округа — майор, в 1991-м году — полковник.

## Биография

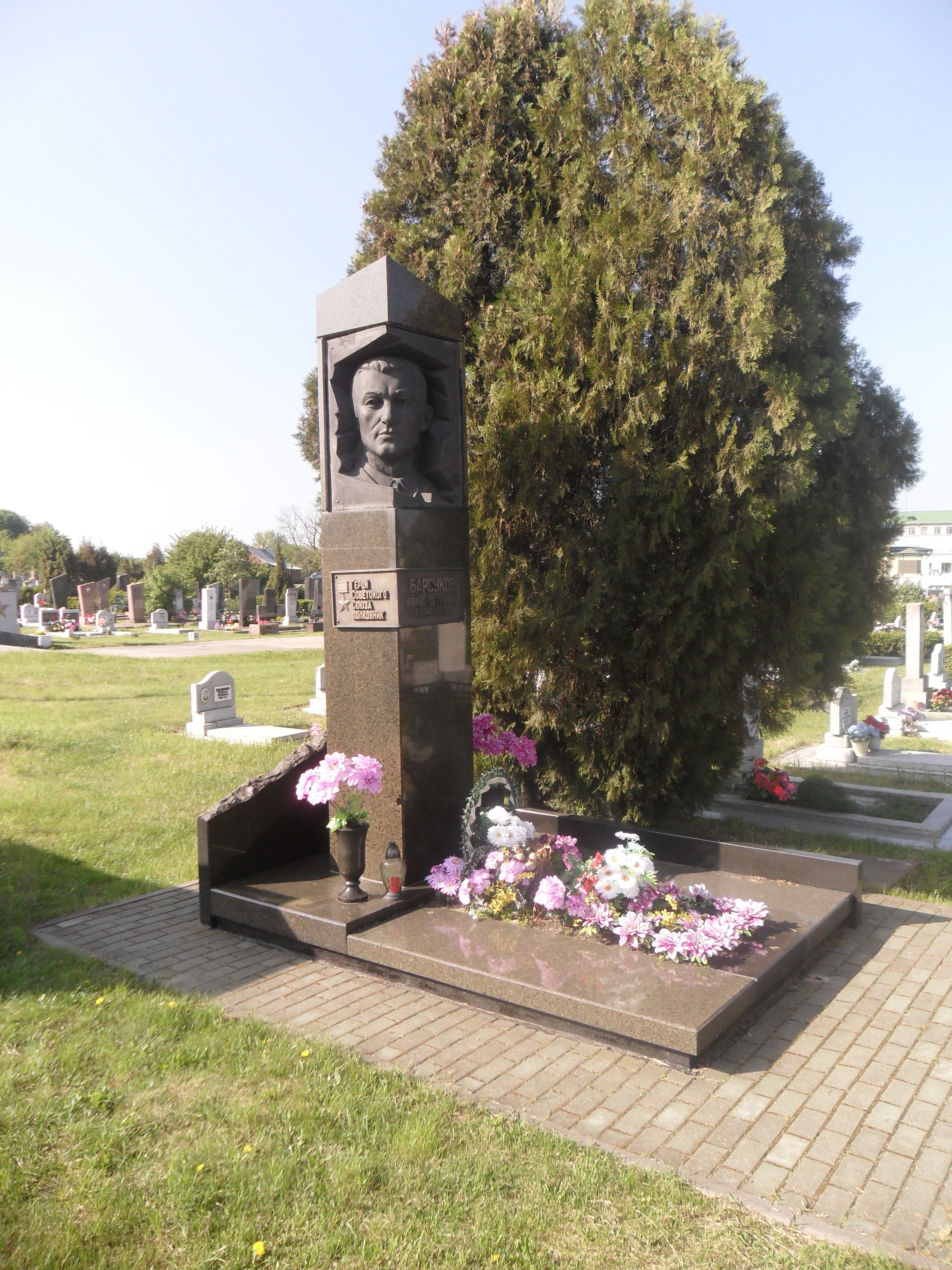
Надгробный памятник на Гарнизонном кладбище в Бресте

Родился 22 января 1948 года в селе Казгулак Туркменского района Ставропольского края в крестьянской семье. Русский. Член КПСС с 1972 года. Образование среднее. Работал в колхозе имени 1-го Мая.
В 1967 году призван в Пограничные войска СССР. Служил в Закавказье. По окончании школы сержантского состава был назначен командиром отделения одной из застав 43-го Пришибского Краснознамённого пограничного отряда. В 1969 году окончил курсы младших лейтенантов при Московском высшем пограничном командном училище имени Моссовета и был направлен для дальнейшего прохождения службы в один из пограничных отрядов Краснознамённого Восточного пограничного округа.
С 1981 года в течение двух лет находился в составе ограниченного контингента советских войск в Афганистане.

## Звание Героя Советского Союза
«Указом Президиума Верховного Совета СССР от 11 августа 1983 года за мужество и героизм, проявленные при оказании интернациональной помощи Демократической Республике Афганистан майору Барсукову Ивану Петровичу присвоено звание Героя Советского Союза с вручением ордена Ленина и медали „Золотая Звезда“ (№ 11495)»

## Дальнейшая служба
С 1984 года служил в штабе Восточного пограничного округа. В 1987 году окончил Военную академию имени М. В. Фрунзе, назначен начальником штаба Брестского пограничного отряда.
После распада СССР, с декабря 1991 года полковник Барсуков И. П. служил в пограничных войсках Республики Беларусь, был начальником Брестского Краснознамённого пограничного отряда имени Ф. Э. Дзержинского. С ноября 1993 года — в запасе. Полковник (1991).
Жил в городе Бресте. С 1993 по 1995 год возглавлял штаб гражданской обороны на Брестском электромеханическом заводе.
Скончался 18 мая 2001 года. Похоронен на Гарнизонном кладбище Бреста.

## Награды
- Медаль «Золотая Звезда» Героя Советского Союза (№ 11495)
- Орден Ленина
- Орден Красной Звезды
- Медали
- Афганский орден «Звезда» III степени
- 15 апреля 1999 года Указом Президента Республики Беларусь награждён Орденом «За службу Родине» III степени[3].

## Память
- В родном селе Казгулак установлен бюст Героя, его именем названа одна из улиц села.
- Указом Президента Республики Беларусь № 712 от 4 декабря 2001 года имя Героя Советского Союза И. П. Барсукова присвоено 5-й пограничной заставе 86-й пограничной группы пограничных войск Республики Беларусь[4]. На этой заставе установлен памятник Герою, он навечно зачислен в списки её личного состава.
- В мае 2021 года в средней школе № 5 села Казгулак, что входит в состав Туркменского округа, открыли мемориальную доску в честь выпускника школы, участника Афганской войны, Героя Советского Союза Ивана Барсукова.
- В городе Брест есть небольшая улица названная в честь Барсукова.
- В Бресте, в сквере защитников границы, установлен памятник.
- Имя И. П. Барсукова присвоено средней школе № 27 в Бресте[5]. Одна из экспозиций в школьном музее посвящена И. П. Барсукову. На здании школы в честь Героя установлена мемориальная доска.
- Художественный маркированный конверт, посвящённый Герою Советского Союза Барсукову Ивану Петровичу (2023)[6].